# Mukesh Ambani
Mukesh Ambani, né le 19 avril 1957 à Aden au Yémen, est un homme d'affaires et milliardaire indien.
Frère de Anil Ambani, il dirige Reliance Industries, une des trois plus grandes entreprises d'Inde.

## Biographie

### Origines
Il est le fils de l'homme d'affaires Dhirubhai Ambani et de son épouse Kokilaben Dhirubhai Ambani.
Il a un frère (Anil Ambani) et deux sœurs (Nina Bhadrashyam Kothari et Dipti Dattaraj Salgaonkar)

### Parcours
Après le décès de leur père sans testament en 2002, les frères Mukesh et Anil se déchirent violemment autour de son héritage,.
En 2005, l'empire est divisé en deux. Mukesh Ambani héritera des activités industrielles, alors que Anil Ambani hérite lui des activités dans l'énergie et des médias.
Mukesh Ambani a fait construire à Bombay pour son usage personnel un immeuble de 27 étages, « Antilia », considéré comme la résidence privée la plus chère du monde, évaluée à 1 milliard de dollars. Il est doté d'héliports, d'un garage pour 160 voitures, d'une salle de cinéma, d'une piscine, d'un centre de remise en forme et de yoga, de jardins suspendus, d'un temple, ainsi que d'une salle dans laquelle tombe de la neige artificielle. Environ 600 personnes en assurent l'entretien.
Il dépense 100 millions de dollars pour le mariage de sa fille avec le fils d'un grand patron en décembre 2018 ; parmi les invités figurent notamment Beyoncé et les anciens secrétaires d'État américains Hillary Clinton et John Kerry. Il dépense 150 millions de dollars pour le mariage de son plus jeune fils avec la fille d'un milliardaire indien de mars à juillet 2024. De nombreux dirigeants politiques, indiens comme internationaux, et grandes fortunes sont présents aux célébrations, comme Tony Blair, Boris Johnson, Justin Bieber, Rihanna, Bill Gates, Ivanka Trump, Mark Zuckerberg et les sœurs Kardashian.
Décrit comme un ami proche du Premier ministre Narendra Modi, qu'il aurait aidé à se hisser au pouvoir en 2014, il met à profit sa proximité avec le gouvernement pour favoriser ses affaires. Quand celui-ci a augmenté les taxes sur les importations d'antennes relais, en 2018, la Corée du Sud où se fournit son opérateur télécom Jio, en a été exemptée. L'année suivante, l'entreprise a échappé au paiement rétroactif de milliards d'euros de redevance réclamés à plusieurs opérateurs télécom. Il est aussi décrit comme l'un des principaux bénéficiaires de la réforme de 2020 visant à libéraliser l’agriculture,.
Il est membre du conseil d'administration du Forum économique mondial (WEF).

## Affaires judiciaires

### Manipulations du marché des actions
Pour avoir manipulé les actions de Jio-bp (en), Reliance Industries a été condamnée à une amende de Rs. 950 crores (9,5 milliards de dollars), répartis en 447 crores (4,47 milliardsde dollars ) de gains rétractés et 500 crores (5 milliards de dollars) d'intérêts en 2007. 
En avril 2006, RPL est devenue publique en tant que filiale de Reliance pour Rs. 9,999. 60 par action. Le marché s'est effondré de 30 % après avoir flotté à environ Rs. 100, et RPL était de retour à 60.
Conformément aux directives du Conseil indien des valeurs mobilières et des changes (en), RIL a mené une opération organisée avec l'aide de ses agents pour obtenir des bénéfices non autorisés de la négociation de son unité anciennement cotée, RPL, qui a été fusionnée avec la première en 2009.

## Fortune
Sa fortune, estimée à 113,2 milliards de dollars, le place en 11e position du classement Forbes. Il est aussi l'homme le plus riche d'Asie. En 2023, Forbes le classe premier dans sa liste des personnes les plus riches d'Inde (India’s 100 Richest), estimant sa fortune personnelle à 92 milliards de dollars.